# ماجنانو إين ريفيرا
ماجنانو إين ريفيرا هي بلدية في مدينة أوديني في إقليم فريولي فينيتسيا جوليا في إيطاليا، وتقع حوالي 80 كيلومتر (50 ميل) شمال غرب ترييستي وحوالي 20 كيلومتر (12 ميل) شمال غرب أوديني. في تاريخ 31 ديسمبر 2018، كان عدد سكانها 2333 ومساحتها 8.5 كيلومتر مربع (3.3 ميل2).
تحُد ماجنانو إين ريفيرا البلديات التالية:
بلدية ارتيجانو، بلدية كاساكو، بلدية مونتينارز، بلدية تاركينتو، بلدية تريبو غراندي.